# Musée de Bretagne
Das Musée de Bretagne ist ein kultur- und sozialhistorisches Museum, das seit 2006 in den Champs libres zwischen dem Bahnhof und dem Stadtzentrum von Rennes im französischen Département Ille-et-Vilaine in der Bretagne liegt. Zuvor war es zusammen mit dem Musée des Beaux-Arts de Rennes im Universitätspalast am Quai de la Vilaine untergebracht. Im Jahr 2016 feierte das Musée de Bretagne sein 40-jähriges Jubiläum sowie 10 Jahre in den Champs Libres.
Das Museum hat einen regionalen Fokus und war im Laufe seiner Geschichte zunächst auf Archäologie und Ethnologie spezialisiert, bis es sich mehr und mehr der Kultur- und Sozialgeschichte verschrieben hat.
Die zentralen Aufgaben des Museum liegen in der Bewahrung, Erforschung und Vermittlung der Geschichte und des Kulturerbes der Bretagne. Seine Sammlungen umfassen mehr als 600 000 Objekte und Dokumente; diese repräsentieren die ersten Zeichen von menschlicher Besiedlung der Region bis zur Gegenwart.
2007 erhielt das Museum der Bretagne das Zertifikat „Tourismus und Behinderung“ (Tourisme et Handicap). Das Angebot vor Ort umfasst zahlreiche Angebote für Menschen mit Behinderung, unter anderem Führungen in Gebärdensprache und mit taktilen Elementen.

## Geschichte
Der Beginn der Sammlungstätigkeit des Museums liegt in der Zeit der französischen Revolution und den damit verbundenen umfassenden Beschlagnahmungen im Jahr 1794. Ein bedeutender Teil der Sammlungen stammen aus dem Kuriositätenkabinett des Kammerpräsidenten des bretonischen Parlament, Christophe-Paul de Robien (1698–1756). Heute enthält die Sammlung Kunstwerke, archäologische Fundstücke, naturhistorische Sammlungen und Münzen, die die gesamte Region und Kulturen der Bretagne repräsentieren. Des Weiteren finden sich Bezüge zur französischen und außer-europäischen Geschichte.
Das erste Museum von Rennes wurde offiziell am 16. Oktober 1805 gegründet, dem Datum, an dem die beschlagnahmten Objekte der Stadt übergeben wurden. Diese bilden bis heute die Grundlage der Museen in Rennes.
Zwischen 1805 und 1850 zogen die Sammlungen des Museums mehrfach um, zunächst von der Kirche des Karmeliterklosters in den Bischofssitz, nach 1815 in das Rathaus der Stadt und schließlich in die Kapelle der juristischen Fakultät.
Im Jahr 1855 wurde am heutigen Quai Émile Zola ein Gebäude im neoklassizistischen Stil für die Museen und die universitären Fakultäten errichtet. 1856 wurde dieses Universitätspalast (Palais Universitaire) getauft. Zum Ende des 19. Jahrhunderts reichte der Platz nicht mehr für die Universität, und so wurde das Gebäude seit 1949 ausschließlich vom Museum von Rennes (heute: Musée des Beaux-Arts de Rennes) genutzt, das sich hauptsächlich den bildenden Künsten und der Archäologie widmet.
Das erste Sammlungsinventar des Museums von Rennes wurde 1845 veröffentlicht. Das erste darin verzeichnete Objekt sind römische, von Austernschalen durchgezogene Kalkbrocken, die 1844 in einer kleinen Gemeinde in Ille-et-Vilaine gefunden worden waren. Im 19. Jahrhundert standen die archäologischen Sammlungen im Zentrum.
1890 begann die Aufnahme von kulturhistorischen, bretonischen Objekten in das Inventar. 1909 wurde der erste Katalog publiziert, der diesen Teil der Sammlung einbezieht. Die Erweiterung der ethnografischen Sammlung wurde in der Zwischenkriegszeit fortgesetzt, wenn auch weniger intensiv als in den Jahren 1909 bis 1913.
Nach dem Zweiten Weltkrieg erlebten die regionalen ethnografischen Museen dank der Leitung der Museen Frankreichs (Direction des musées de France) und Georges Henri Rivière einen Aufschwung. Im Jahr 1946 schlug Letzterer der Stadtverwaltung ein Museumsprojekt vor, das sich auf die Bretagne und die keltischen Länder konzentrierte. Dieses Projekt wurde 1958 mit der Einführung des Rundgangs „Geschichte der Bretagne von den Anfängen bis heute“ im Museum von Rennes verwirklicht.
Zwischen 1960 und 1975 wurden sechs Ausstellungssäle eröffnet, in denen die Geschichte der Bretagne seit der Vorgeschichte chronologisch vermittelt wurde. 1975 bis 1976 wurde das Museum von Rennes in zwei neue Museen aufgeteilt: das Museum der Bretagne und das Museum der bildenden Künste von Rennes. Jedes der Museen bildet seitdem eine eigenständige Institution. Beide erhielten einen Teil der Bestände, dokumentiert in einem Protokolls über die Aufteilung der Sammlungen. Zu diesem Zeitpunkt begann auch die Erstellung von unterschiedlichen Sammlungskatalogen. Die Sammlungen, die das bretonische Kulturerbe und die Region betreffen, gehen bis auf wenige Ausnahmen an das Museum der Bretagne.
1978 besuchte Jean-Yves Veillard, damals Konservator des Museums der Bretagne, den Bauernhof La Bintinais. Sein Wunsch war es, diesen in ein Freilichtmuseum zu verwandeln. Das Projekt wurde von der Stadt Rennes angenommen und das Freilichtmuseum des Landes von Rennes (Ecomusée du Pays de Rennes) wurde 1987 eröffnet. Als Teil des Museums der Bretagne vermittelt es die ländlichen und landwirtschaftlichen Vergangenheit der Region. Seine Sammlungen sind ein Teil derer des Museums der Bretagne.
Aufgrund des Platzmangels am damaligen Standort am Ufer der Vilaine wird 1987 beschlossen, dass das Museum in ein neues Gebäude umziehen soll.
Im Jahr 2000 wechselte das Museum seine administrative Zugehörigkeit: Zuvor eine städtische Einrichtung, wird es seitdem von dem Gemeindeverband (heute Rennes Métropole) verwaltet.
2006 zog das Museum der Bretagne in das neue Gebäude Champs Libres ein, das sich in der Nähe des Bahnhofs und des Champ de Mars befindet. Die Einrichtung wurde von dem Architekten Christian de Portzamparc entworfen. Der Standort stimmt mit dem vorgeschlagenen Standort für einen geplanten Museumspalast überein, für den bereits seit 1945 Pläne vorlagen.
Jean-Yves Veillard ist zunächst Konservator, dann Direktor des Museums gewesen (1967–2000). Ihm folgten François Hubert (1983–2005), Jean-Paul Le Maguet (2006–2009) und Pascal Aumasson (2009–2012). Céline Chanas (seit 2013) ist die derzeitige Direktorin des Museums der Bretagne.

## Sammlung

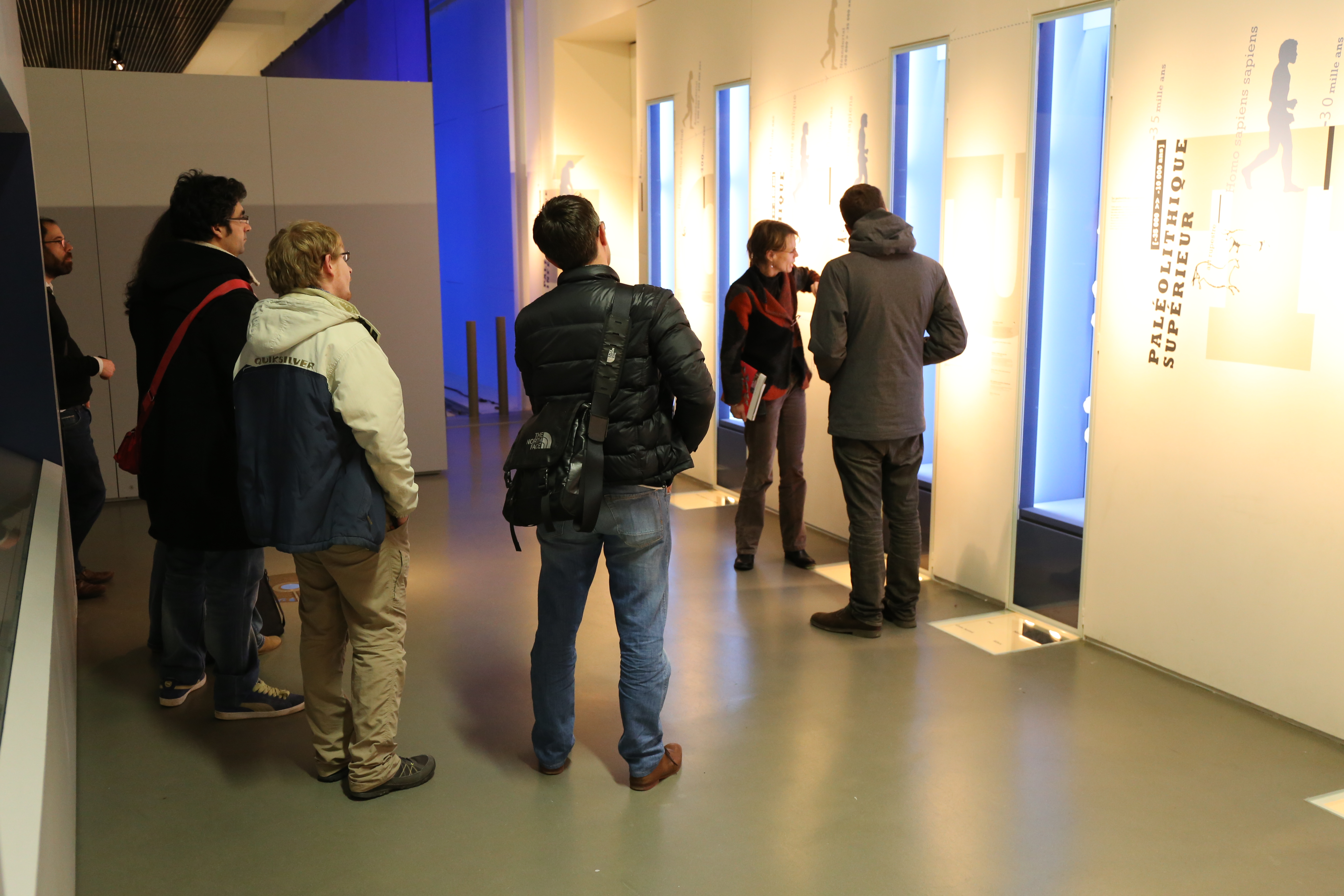
Besuch des Museums mit Wikipedianern

Die Sammlungen des Museum der Bretagne beschäftigen sich mit der Geschichte der Region und umfassen sowohl archäologische als auch ethnografische Bestände. Die Objekte stammen aus dem historischen Gebiet der Bretagne, einschließlich des Departements Loire-Atlantique, obwohl die Bestände aus diesem Gebiet weniger zahlreich sind.
Das Museum der Bretagne verfügt über eine Sammlung von über 600.000 Objekten und Dokumenten, darunter mehr als 400.000 Negative und Fotografien.
Die Sammlungen werden gemeinsam mit denen des zugehörigen Freilichtmuseum vverwaltet. Das Museum der Bretagne ist für die jeweilige wissenschaftliche, dokumentarische und administrative Verwaltung zuständig.
Seit dem 15. September 2017 ist die Online-Sammlungsdatenbank des Museums mit ihren 170.000 erfassten Objekten und Dokumenten unter Creative-Commons-Lizenzen frei zugänglich.

### Archäologische Sammlung
Die archäologischen Sammlungen des Musée de Bretagne gehen auf die Sammlungen von Christophe-Paul de Robien zurück. Vom 19. bis zur Mitte des 20. Jahrhunderts wurden die Sammlungen im Zuge von Funden, zum Beispiel im Zusammenhang mit Straßenbauarbeiten, bereichert. In dieser Zeit gelangten neue Stücke in die Sammlung, die die Bestände an Scherben, Amphoren, architektonischen Details, Waffen und Alltagsgegenständen erweiterten.
Die Archäologie entwickelte sich in der zweiten Hälfte des 20. Jahrhunderts wissenschaftlich weiter, was dazu führte, dass sorgfältig dokumentierte Sammlungen aus Ausgrabungsstätten insbesondere in Rennes und Ille-et-Vilaine zur musealen Sammlung kommen. Durch Ankäufe wurden die Sammlungen um besondere Stücke erweitert. Die archäologischen Sammlungen des Museums aus der vor- und frühgeschichtlichen sowie der gallo-römischen Epoche sind sehr vielfältig, die aus dem Mittelalter und der Neuzeit jedoch schmaler. Die jüngsten Ankäufe versuchen, die geografische Herkunft der Fundstücke zu diversifizieren und stammen insbesondere aus den Regionen Morbihan und Finistère.

### Numismatische Sammlung

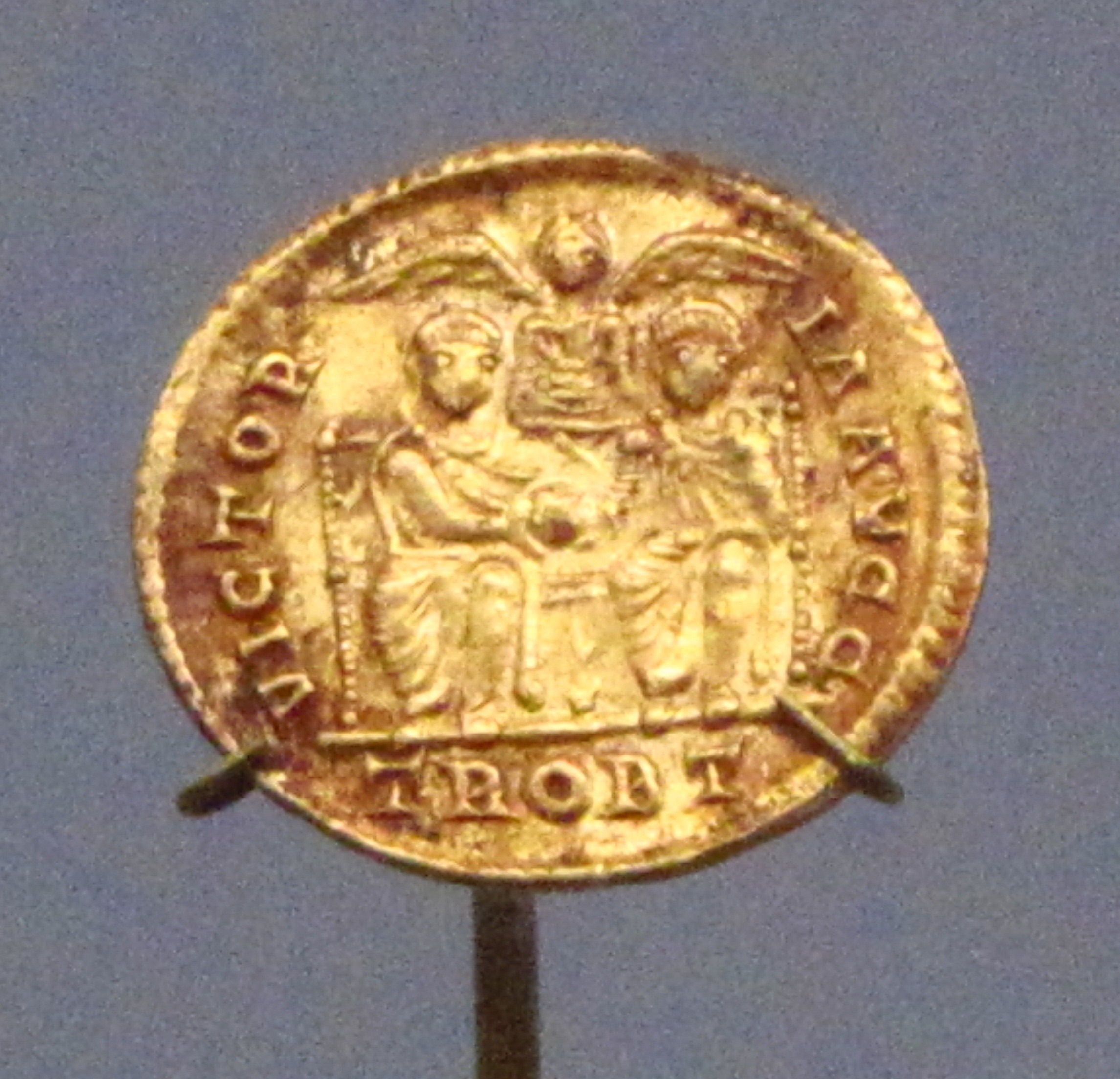
Münze aus den Sammlungen des Museums

Die numismatische Sammlung des Museums der Bretagne bestehen aus fast 35.000 Münzen, Medaillen und Wertmarken. Die Bestände sind aufgrund der konstanten Ankaufspolitik des Museums besonders interessant. Die Sammlungen von Moët de la Forte-Maison oder Auguste André wurden in der zweiten Hälfte des 19. Jahrhunderts vom Museum erworben. Im Jahr 1881 komplettierte der sogenannte „Schatz der Präfektur“ den numismatischen Bestand um 4000 römische Münzen.
Römische und gallische Münzen sind breit repräsentiert. Der mittelalterliche Bestand umfasst feudale Münzen des Herzogtums Bretagne und des Königreichs Frankreich und weist einige prestigeträchtige Stücke auf. Die Sammlung umfassen ebenso Wertmarken des Ancien Régime und verschiedene Medaillen, die im 19. und 20. Jahrhundert geprägt wurden.

### Ethnografische Sammlung
Die ethnografischen Sammlungen des Museums der Bretagne sind äußerst vielfältig. Sie umfassen Gegenstände des täglichen Lebens, die im Haushalt verwendet werden und zum privaten Bereich gehören (Möbel, Trachten, Geräte, Geschirr usw.), aber auch Gegenstände, die im Arbeitsalltag verwendet werden (Werkzeuge und Maschinen, Arbeitsuniformen usw.). Die ethnografische Sammlung des Museums gehört zu den erst spät, mehrheitlich im 20. Jahrhundert entstandenen Beständen.
Das Projekt zur Eröffnung neuer Räume, die der bretonischen Ethnografie gewidmet sind, führte zu einer recht systematischen Suche nach Objekten, insbesondere Trachten und Möbeln.

### Ikonografische Sammlung

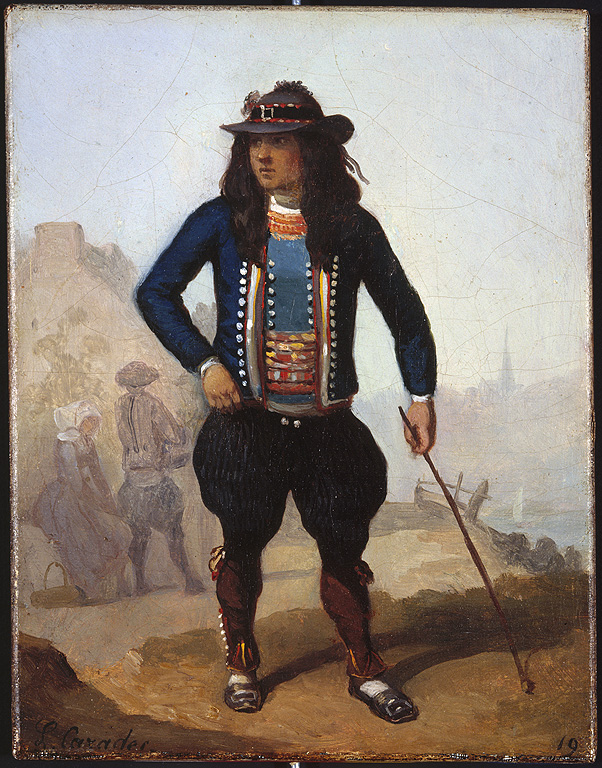
Bretone aus Ploaré, Gemälde von Louis Caradec

Die ikonografische Sammlung des Museums umfasst sehr unterschiedliche Medien: Zeichnungen, Drucke, Plakate, Karten und Pläne, Postkarten, Drucke und Fotografien (Abzüge und Negative), die Teile der bretonischen Geschichte abbilden. Dieser Bestand hat sich ebenfalls ausgehend von der Sammlung von Christophe-Paul de Robien entwickelt. Die älteste Sammlung behandelt Stadtansichten, Denkmäler, besondere Orte und Adlige, die mit der Bretagne in Verbindung standen. Später verlagerte sich der Schwerpunkt der Sammlung auf das soziale, politische und wirtschaftliche Leben der Region und den Alltag ihrer Bewohner. Die Fotografie stellt mit rund 400.000 Negativen auf Glas und Film eine Mehrheit dieser Sammlung. Das Museum hat mit einer umfassenden Digitalisierung und Inventarisierung seiner Bestände begonnen.
Das Museum erwarb bei einer Auktion am 20. November 2020 sieben Negative und ein Positiv für 33.000 Euro. Diese Fotografien aus dem Finistère und den Côtes-d’Armor sind wahrscheinlich die ältesten Fotografien der Bretagne. Sie wurden zwischen 1852 und 1853 von dem Fotografen Louis-Rémy Robert aufgenommen. Er schuf eine Reihe von Kalotypien, die als Grundlage für Lithografien dienten, die sein Schwiegersohn Émile van Marcke für die Illustration eines 1855 veröffentlichten Atlas anfertigte.

### Bestand zur Dreyfus-Affäre
Der zweite Prozess gegen Kapitän Alfred Dreyfus fand im Sommer 1899 in der Nähe des Museums in Rennes statt. Der Prozess spaltete Frankreich und erregte nationales und internationales Interesse. Er weckte das Interesse des Museumskonservators, der zu diesem Anlass einen kleinen Bestand aus Presseartikeln und ikonografischen Dokumenten zusammenstellte. Im Anschluss an die Ausstellung „L’Affaire Dreyfus, une affaire toujours actuelle“ (1973) schenkte Jeanne Lévy, die Tochter von Alfred Dreyfus, eine umfangreiche Sammlung. Ihr folgten weitere Schenkungen aus der Familie und Käufe bei Sammlern oder auf öffentlichen Auktionen. Der so entstandene Bestand umfasst eine sehr umfangreiche Korrespondenz, Fotografien, Artikel und etwa 6800 Objekte.

## Verdienste und Preise
2018 wurde das Museum der Bretagne von der Jury unter dem Vorsitz der Kulturministerin Françoise Nyssen und in Anwesenheit von Mitgliedern von Organisationen, die sich für die Integration von Menschen mit Behinderungen einsetzen, mit dem Preis „Kulturerbe für alle“ (Patrimoine pour tous) ausgezeichnet.
Im Jahr 2018 wurde der Gemeindeverbund Rennes Métropole mit den „Prix Territoriaux La Gazette-GMF“ für sein Online-Sammlungsportal „Geteilte Sammlungen“ (Des collections en partage) ausgezeichnet. Mit dieser Plattform haben sich das Museum der Bretagne und das zugehörige Freilichtmuseum zu einer Politik des Wissensaustauschs verpflichtet, da sie jedes Bild so offen wie möglich lizenzieren.